# یوزو آئوکی
یوزو آئوکی (به انگلیسی: Yozo Aoki) بازیکن فوتبال اهل ژاپن و عضو تیم ملی فوتبال ژاپن است که در تاریخ ۰۵ ژانویه ۱۹۵۵ میلادی اولین بازی ملی‌اش را انجام داد. او در ۱ بازی ملی حضور داشت و آخرین بازی ملی خود را در تاریخ ۵ ژانویه ۱۹۵۵ میلادی انجام داد. یوزو آئوکی در بازی‌های ملی‌اش
گلی به ثمر نرساند.